# 氷室芹夏
氷室 芹夏（ひむろ せりか）は日本の漫画家、イラストレーター。

## 作品一覧
- おしおき仮面IKUKOちゃん（司書房）
- 水の誘惑（ワニマガジン、全4巻）
  - 水の誘惑（愛蔵版）（大都社、上下巻）
- ぼくらのプラトニックラブ（双葉社、全2巻）
- Girl 氷室芹夏作品集（白泉社）
- あいどるKISS（司書房）
- ヴァンパイア・るる（司書房）
- 魔法のセーラー服美少女イクコちゃん（辰巳出版）
- 月紅 GEKKOH（ヤングアニマル、白泉社、全7巻）
- 瞳 氷室芹夏短編集（大都社）
- 碧いの誘惑（ヤングアニマル嵐、白泉社、全3巻）
- ほのいろ。（月刊ヤングキング、少年画報社）
- 彼女とふぇちプレイ（竹書房）
- 恥ずかしい水着の境界線（竹書房）
- 君、変態…だよね（竹書房）